# ナツメのオミミ
『ナツメのオミミ』は、2012年4月15日から同年9月30日までテレビ朝日で放送されていたトークバラエティ番組で、司会を務めた夏目三久の冠番組である。全22回。放送時間は毎週日曜 1:00 - 1:30、日本標準時。キャッチフレーズは「あの人の話、聞いちゃおう」「ここだけのお話、耳にしたい」。

## 概要
夏目三久のTV初冠番組で、2021年9月まで放送された『夏目三久MCの深夜バラエティ番組』の第1弾。
有名なアスリートから雑誌編集者（夏目の友人）まで様々なジャンルで活躍する女性のゲストを1名招いて、MCの夏目とトーク対談する番組。トークのラストでは、ゲストが影響を受けた人物を円グラフで解説する。
ゲストは毎回女性1名限定だったが、ラスト4回では夏目が『マツコ&有吉の怒り新党』で共演している有吉弘行とマツコ・デラックスを招いて男性を含めた複数のゲストと収録を行った。夏目と有吉が、2021年に結婚し夏目が芸能界を引退したため、当番組の2012年9月2日放送分が唯一の有吉と夏目のツーショット共演バラエティー番組になった。単独ゲストの有吉の女性観・恋愛結婚観をベースに「夏目を彼女と仮定した3連休予定」のトークを展開し、二人の将来を予見する内容となった。
本番組のゼネラルプロデューサーを務めていた藤井智久は、『怒り新党』でもゼネラルプロデューサーを務めており、『怒り新党』の姉妹番組的な要素が強いが、MCの夏目三久は、共演の有吉とマツコに『ナツメのオミミ』について事前報告をしなかったため、2012年4月25日 放送分の『怒り新党』で、厳しい追及を受けた。

## 出演者

### MC
- 夏目三久

### ナレーター
- 飯塚悟志（東京03）
- 吉川未来

## ネット局と放送時間
| 放送対象地域 | 放送局             | 系列           | 放送日時                     | 放送開始日     | 備考       |
| ------------ | ------------------ | -------------- | ---------------------------- | -------------- | ---------- |
| 関東広域圏   | テレビ朝日 (EX)    | テレビ朝日系列 | 日曜 1:00 - 1:30（土曜深夜） | 2012年4月15日  | 製作局     |
| 福島県       | 福島放送 (KFB)     | テレビ朝日系列 | 日曜 1:30 - 2:00（土曜深夜） | 2012年4月29日  | 遅れネット |
| 山口県       | 山口朝日放送 (yab) | テレビ朝日系列 | 月曜 0:55 - 1:25（日曜深夜） | 2012年5月7日   | 遅れネット |
| 青森県       | 青森朝日放送 (ABA) | テレビ朝日系列 | 水曜 0:50 - 1:20（火曜深夜） | 2012年10月10日 | 遅れネット |

このほか、北海道テレビ (HTB) でも2012年12月14日 23:15 - 翌0:15 に第19回と第20回が、2013年1月6日 2:00 - 3:00（5日深夜）に第21回と第22回がそれぞれ単発放送された。

## スタッフ

### 番組終了時のスタッフ
- 構成：北本かつら、オグロテツロウ
- TM：大島秀一
- TD：今川愛
- カメラ：外川真一
- VE：藤森寛明
- 音声：赤星佳奈
- 照明：天野高将
- 美術：近藤千春
- 美術進行：市丸和範、奥田裕美（テレビ朝日クリエイト）
- 大道具：松岡美都司
- 電飾：宮田智博
- 装飾：羽染香樹
- CG：小林宏嗣
- 音効：加藤つよし
- 編集：明官充
- MA：大形省一
- 編成：高橋正輝、吉村周、寿崎和臣
- 宣伝：高橋夏子
- TK：吉条雅美
- デスク：中川千波
- 協力：東京オフラインセンター
- AD：森田惇、寺島功毅、花塚増央
- ディレクター：藤野義明、佐藤誠二
- アシスタントプロデューサー：相馬恵美
- プロデューサー：三藤豊
- PD：山内智未（ディレクターから転向）
- ゼネラルプロデューサー：藤井智久
- 製作著作：テレビ朝日

### 途中まで参加していたスタッフ
- 編成：森大貴
- プロデューサー：鈴木忠親

## 備考
第21回のゲスト・市村阿理（双葉社編集者）は雑誌『EX大衆』で有吉の連載を担当している編集者で、夏目とは東京外国語大学時代からの親友。同誌はマツコ・デラックスも連載を持っている雑誌で、『怒り新党』では「親友（夏目）のパンチラ写真を載せる雑誌」として彼女ともども何度も話題になっている。